# Пергамін

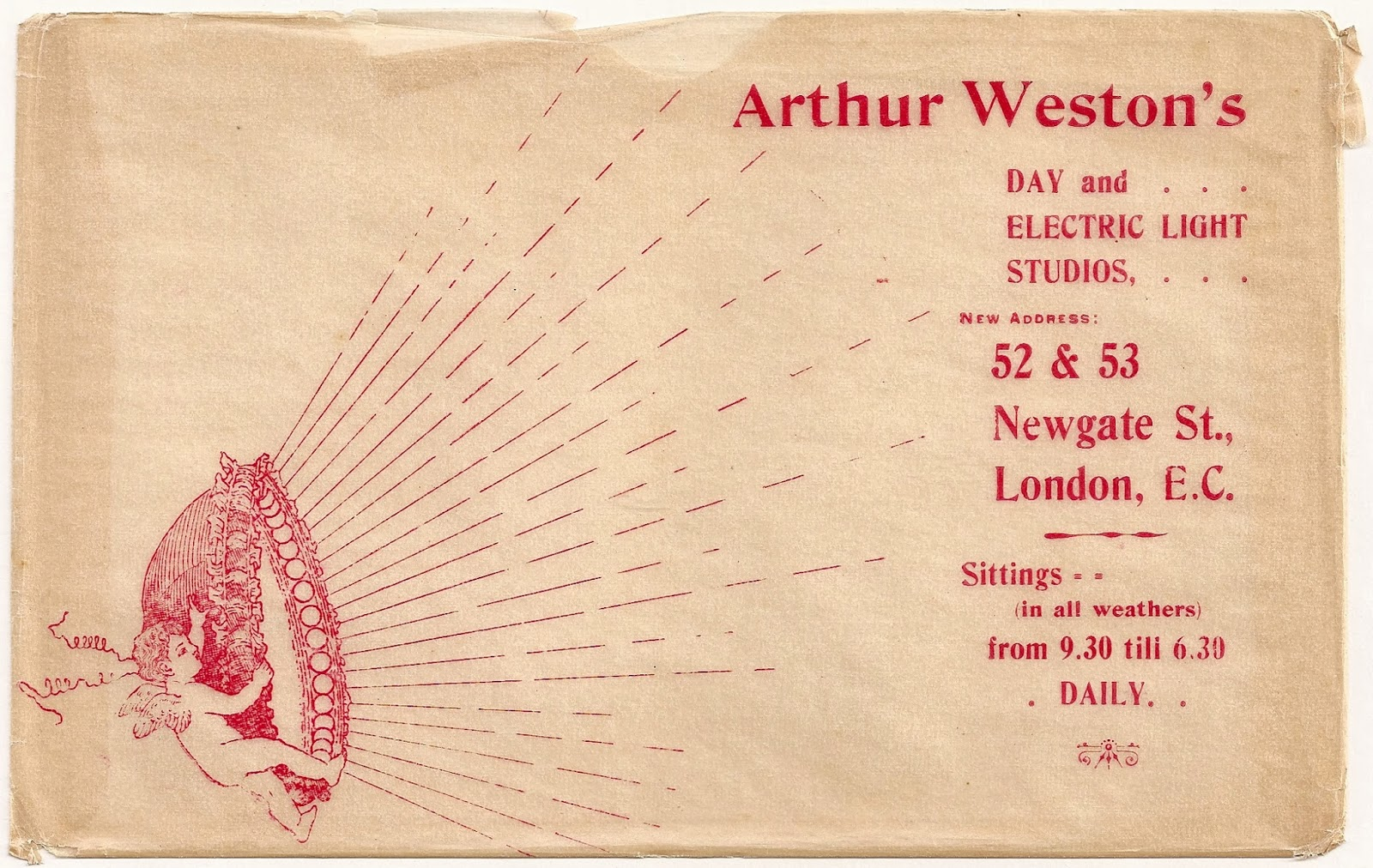
Пергаміновий конверт для фотографа Артура Вестона, прибл. 1900

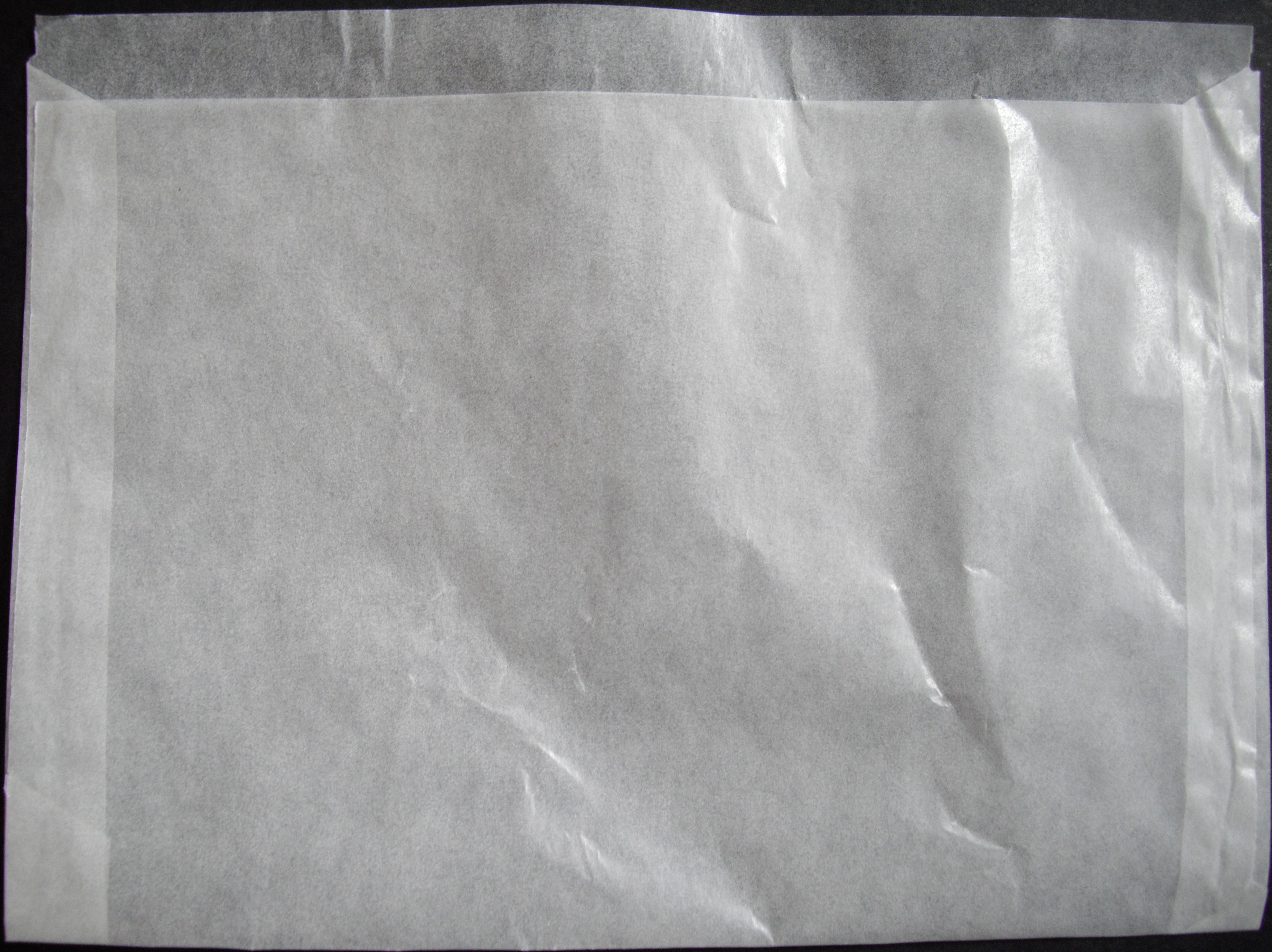
Пергаміновий конверт

Пергамін — гладкий глянцевий папір, стійкий до дії повітря, води та жиру. Зазвичай він доступний у щільності 50—90 г/м2 (0,010—0,018 фунт/фут2). Він напівпрозорий, якщо не додати барвників, щоб забарвити його або зробити непрозорим. Його виготовляють за допомогою суперкаландра: після пресування та сушіння паперове полотно пропускають крізь стопку валків, покритих сталлю та волокнами, які чергуються, і називаються суперкаландром у кінці папероробної машини, щоб паперові волокна розплющувалися в одному напрямку.

## Використання
Пергамін найчастіше використовується як основа для подальшого силіконового покриття для виготовлення зйомної підкладки. Пергамін також використовується як прокладний папір у палітурній справі, особливо для захисту гарних ілюстрацій від контакту з розворотом; папір може виготовлятися з нейтральним рН і може запобігти пошкодженню від проливання, впливу або тертя. Пергамінову клейку стрічку знайшли застосування при ремонті книг. У хімії пергамін використовується як недорогий папір для зважування. Використовується в громадському харчуванні як бар'єр між стрічками продуктів (наприклад: м'ясо, випічка). Пергамін стійкий до жиру та полегшує розділення окремих харчових продуктів.
Для захисту поверхні акрилових картин, що зберігаються, рекомендується використовувати пергамін. Однак пергамін буде прилипати до м'якої (не повністю затверділої) фарби середньої насиченості, особливо при зберіганні протягом тривалого періоду часу, і це може призвести до незворотного пошкодження пофарбованої поверхні. Тому реставратори не рекомендують використовувати його для обгортання картин. Філателісти використовують пергамінові конверти для зберігання марок, а маркові наліпки виготовляють із пергаміну. Колекціонери комах- любителів використовують пергамінові конверти для тимчасового зберігання зразків у полі, перш ніж їх помістять у колекцію. Ентомологи, які збирають для дослідження, також можуть використовувати такі конверти для зберігання цілих зразків у польових умовах. Пергамінові конверти використовуються для транспортування аптечних ліків і заборонених наркотиків, таких як кокаїн і героїн. Протягом багатьох десятиліть фотографи використовували пергамінові чохли для безпечного зберігання оброблених плівок. Також пергамін використовують для упаковки петард, оскільки він вологостійкий. Його прозорість використовується для складання мозаїк орігамі. Пергамін — це зовнішнє покриття картонних трубок, особливо тих, що використовуються в моделях ракетобудування, для захисту від води.
У середині ХХ століття картопляні чіпси фасували в пергамінові пакети. У промисловості чіпсів піонером використання пергаміну був Герман Лей.